# Енергетичні системи та комплекси
Енергети́чні систе́ми та ко́мплекси — галузь науки і техніки, що займається дослідженнями загальних проблем створення, функціонування, управління та розвитку енергетичних та енерготехнологічних комплексів і систем, розробкою методів їх дослідження, включаючи електро- і теплоенергетичні системи і комплекси, локальні і регіональні системи енергетики, паливно-енергетичний комплекс країни та його підсистеми, а також організаційні, техніко-економічні, екологічні, технічні і технологічні аспекти виробництва, перетворення, транспортування і використання енергії, спрямовані на підвищення енергоефективності і енергозбереження.

## Напрямки досліджень
Напрямки досліджень:
- Дослідження загальних властивостей, техніко-економічних закономірностей та тенденцій розвитку енергетичних систем і комплексів.
- Системні дослідження в енергетиці, розробка нових та удосконалення наявних методів та засобів дослідження енергетичних систем і комплексів.
- Дослідження пропорцій розвитку енергетики, дослідження та оптимізація технологічних систем паливно-енергетичного комплексу — вугільної, нафтової та нафтопереробної, газової, електроенергетичної, теплоенергетичної, ядерної.
- Дослідження комплексних проблем енергетики, що знаходяться на стику її складових, оптимізація структури та схем енергозабезпечення з дослідженням, розробками та урахуванням паливно-енергетичних балансів та екологічних проблем.
- Дослідження, розробка та оптимізація систем виробництва, перетворення, транспортування, розподілу та використання енергії та енергетичних ресурсів.
- Розробка методів та засобів економіко-математичного моделювання енергетичних систем і комплексів. Оптимізація структури паливно-енергетичного комплексу та його технологічних систем на основі економіко-математичних моделей.
- Дослідження структури і тенденцій енергоспоживання, енергоємності та інших економіко-технологічних характеристик народного господарства. Аналіз та оптимізація структури енергоносіїв. Прогнозування енергоспоживання.
- Комплексне вирішення проблем енергозбереження. Розробка політики енергозбереження, методів та засобів підвищення ефективності використання енергоресурсів, управління енергозбереження в енергетичних системах і комплексах.
- Комплексне дослідження тенденцій та перспектив розвитку енергетики як природної монополії з урахуванням цінової (тарифної), податкової, інвестиційної, науково-технічного прогресу та екологічної складових державної політики в ринкових умовах функціонування паливно-енергетичного комплексу.
- Розробка ефективних методів економічного регулювання та державного управління функціонуванням та розвитком енергетичних комплексів і систем.